# Горыни (Пермский край)
Горыни — деревня в Кунгурском районе Пермского края в составе Кыласовского сельского поселения.

## География
Находится в северной части Кунгурского района на левом берегу реки Бабка менее чем в 2 километрах от села Кыласово по прямой на север.

## Климат
Климат умеренно-континентальный с продолжительной снежной зимой и коротким, умеренно-тёплым летом. Средняя температура июля составляет +17,8 °С, января −15,6 °С. Среднегодовая температура воздуха составляет +1,3 °С. Средняя продолжительность периода с отрицательными температурами составляет 168 дней и продолжительность безморозного периода 113 дней. Среднее годовое количество осадков составляет 539 мм.

## Население
Постоянное население составляло не было учтено как в 2002 году, так и в 2010 году. Деревня имеет дачный характер.